# BlackBerry Storm 2
BlackBerry Storm 2 este un smartphone produs de Blackberry Limited, fosta RIM care are o tastatură QWERTY virtuală. Modelul Storm 2 9520 cunoscut ca și Storm 2 9550 în Statele Unite ale Americii.

## Construcție
Partea stângă are portul microUSB fără capac și o tastă funcțională care poate fi setat pentru comenzi rapide.
În partea de sus a telefonului sunt două butoane integrate în telefon în sine butonul de pornire / blocare și tasta silențios.
Pe partea dreaptă are mufa audio de 3.5 mm și tastele de volum.
Tasta de declanșare a aparatului de fotografiat este situat pe partea dreaptă. 
Butoanele din partea din față au fost încorporate în ecranul LCD. 

## Camera
Camera are 3.2 megapixeli cu bliț LED cu focalizare automată, zoom digital de 2x și stabilizator de imagine.

## Ecran
Ecranul are 3.25 țoli LCD care are rezoluția de 360 x 480 pixeli și suportă până la 65536 de culori.
Ecranul este construit pe patru senzori piezoelectrici. Storm 2 are patru senzori mecanici față de Storm care avea un senzor mecanic.

## Conectivitate
Are Wi-Fi 802.11 b/g, un port micro-USB 2.0, o mufă audio de 3.5 mm și Bluetooth 2.1 cu A2DP și GPS cu A-GPS. 

## Software
Include software-ul Documents To Go care permite vizualizarea și editarea fișierelor Excel, PowerPoint și Word. 
Față de Storm aplicația SMS pe Storm 2 suportă acum notificări, emoticoane și chat-uri.

## Bateria
Acumulatorul Li-Ion are 1400mAh. 
Conform producătorului rezistă în modul stand-by până la 305 de ore în modul 2G și până la 280 de ore în modul 3G. Și oferă până la 5 ore de convorbire în modul 2G și până la 6 ore în modul 3G.